# Parasubbotina
Parasubbotina es un género de foraminífero planctónico de la familia Eoglobigerinidae, de la superfamilia Globorotalioidea, del suborden Globigerinina y del orden Globigerinida. Su especie tipo es Globigerina pseudobulloides. Su rango cronoestratigráfico abarca desde el Daniense inferior (Paleoceno inferior) hasta el Ypresiense inferior (Eoceno inferior).

## Descripción
Parasubbotina incluía especies con conchas trocoespiraladas, de trocospira baja o plana, y globigeriniformes; sus cámaras eran subesféricas o subglobulares; sus suturas intercamerales eran incididas; su contorno ecuatorial era lobulado, y subpoligonal a subcuadrado; su periferia era redondeada; su ombligo era pequeño y abierto; su abertura principal era interiomarginal, umbilical-extraumbilical, con forma de arco asimétrico y rodeada con un pórtico; presentaban pared calcítica hialina, perforada con poros en copa y superficie punteada a reticulada, y espinosa (bases de espinas).

## Discusión
Clasificaciones posteriores han incluido Parasubbotina en la superfamilia Eoglobigerinoidea. Antes de su definición, las especies de Parasubbotina eran clasificadas dentro de Turborotalia o de Morozovella, y previamente unas veces en Globigerina y otras veces en Globorotalia.

## Paleoecología
Parasubbotina incluía foraminíferos con un modo de vida planctónico, de distribución latitudinal cosmopolita, y habitantes pelágicos de aguas superficiales e intermedias (medio epipelágico a mesopelágico superior).

## Clasificación
Parasubbotina incluye a las siguientes especies:
- Parasubbotina pseudobulloides †
- Parasubbotina varianta †
- Parasubbotina variospira †

Otras especies consideradas en Parasubbotina son:
- Parasubbotina eoclava †
- Parasubbotina inaequispira †, también considerada como Subbotina inaequispira
- Parasubbotina moskvini †
- Parasubbotina paleocenica †
- Parasubbotina prebetica †, también considerada como Subbotina prebetica
- Parasubbotina pseudoimitata †
- Parasubbotina pseudowilsoni †
- Parasubbotina quadrilocula †